# Cizeta-Moroder V16T
La Cizeta-Moroder V16T est une voiture créée par la marque italienne Cizeta. Le nom Cizeta correspond à la prononciation italienne des initiales du fondateur de la marque, Claudio Zampolli. La marque est basée en Californie.

## Historique
Claudio Zampolli arrive aux États-Unis en 1973 avec la mission de réorganiser le réseau Lamborghini. Une fois sa tâche acquittée, il a projet de concevoir une supercar inspirée de la Lamborghini Countach. Ses connaissances avec le personnel Lamborghini lui sont précieuses pour l'aboutissement de son projet.
Le cahier des charges reprend celui de la Countach en l'actualisant. Le futur modèle doit profiter d'une finition très luxueuse en rapport avec les prix pratiqués dans ce segment. Il se lie alors avec le musicien Giorgio Moroder qui a réalisé des musiques de films comme Midnight Express, Scarface ou Top Gun, et a composé des musiques de chansons pour Donna Summer et bien d'autres. Leurs origines italiennes et leur passion pour les automobiles sportives les rapprochent et Moroder s'associe au projet.
Claudio Zampolli jette son dévolu sur un moteur V16 pour animer sa supercar afin d'en faire un modèle se démarquant de la concurrence. Ce moteur est issu de l'accouplement de deux blocs V8. La ressemblance du véhicule avec une Lamborghini Diablo s'explique par le fait que les deux voitures sont conçues par le même designer, Marcello Gandini. Cependant, le moteur de la Cizeta V16T est transversal comme le V12 de la Miura et non longitudinal en avant des roues arrière et derrière la boite de vitesses comme les V12 des Lamborghini Countach, Diablo, Murciélago puis Aventador ainsi que les W16 des Bugatti Veyron puis Chiron. 
Seul le premier modèle-prototype porte le nom de Cizeta-Moroder V16T. Il appartient à Giorgio Moroder qui a quitté le projet en 1990. Tous les autres exemplaires sont uniquement badgés Cizeta V16T. Depuis le premier modèle, la puissance du bloc V16 est passée à 560 chevaux.
La Cizeta V16T a été produite de 1991 à 1995 Au total, huit modèles dont un prototype ont été produits. De 1999 à 2003, Claudio Zampolli ouvre un atelier pour relancer la production, trois nouveaux modèles ont été produits, dont un roadster. 
Par la suite Claudio Zampolli tentera de continuer la production en proposant de réaliser des V16T si quelqu'un le souhaitait, mais personne fut intéressé et l'auto est retirée du catalogue en 2018 et la marque Cizeta disparait définitivement.